# Pozzallo (stacja kolejowa)
Pozzallo (wł. Stazione di Pozzallo) – stacja kolejowa w Pozzallo, w prowincji Ragusa, w regionie Sycylia, we Włoszech. Stacja znajduje się na linii Syrakuzy – Canicattì.
Według klasyfikacji RFI ma kategorię brązową.

## Historia
Stacja Pozzallo została otwarta 23 grudnia 1891, wraz z odcinkiem linii z Noto do Modica.

## Linie kolejowe
- Linia Syrakuzy – Canicattì